# Willem Jacob Verdenius
Willem Jacob Verdenius (Den Haag, 3 april 1913 – Zeist, 23 juni 1998) was hoogleraar Griekse taal- en letterkunde te Utrecht.
Hij was de zoon van J.A. Verdenius, leraar Duits. Hij bezocht in 1926-1933 het Gymnasium Haganum in Den Haag en studeerde vervolgens klassieke talen in Utrecht, waar onder andere C.W. Vollgraff (Grieks en archeologie), H. Wagenvoort (Latijn) en H. Bolkestein (oude geschiedenis) zijn leermeesters waren.
In de jaren 1939-1944 was hij leraar aan het Gymnasium Haganum. In deze jaren legde hij ook een kaartsysteem aan van Grieks idioom, dat de basis vormde voor zijn gedetailleerde en precieze kennis van het Grieks. In 1942 promoveerde hij bij Vollgraff op een proefschrift over Parmenides: Parmenides. Some comments on his poem. Na de Tweede Wereldoorlog werd hij leraar in Dordrecht. Hij trouwde op 28 december 1946 met Elisabeth de Jong Saakes, met wie hij twee dochters kreeg. In 1947 werd hij als opvolger van Vollgraff benoemd tot hoogleraar Griekse taal- en letterkunde aan de Universiteit Utrecht. Op 13 oktober hield hij zijn inaugurele rede Hector. 
Hij publiceerde veel, meestal in de vorm van artikelen, waarbij hij zich beperkte tot de archaïsche en klassieke periode. Ook was hij in de jaren 1952-1983 redactiesecretaris van het vaktijdschrift Mnemosyne. In 1978 ging hij met emeritaat. Hij weigerde een koninklijke onderscheiding, die al voor hem klaarlag, te aanvaarden uit protest tegen de opheffing van de studierichting klassieke talen in Utrecht.
Na zijn emeritaat verschenen commentaren op Pindarus en Hesiodus, die voornamelijk bundelingen waren van al eerder gepubliceerde artikelen: Commentaries on Pindar (2 dln., Leiden: Brill 1987-1988) en A commentary on Hesiod. Works and days vv. 1-382 (Leiden: Brill 1985).